# Krukowo (Karlino)
Krukowo (deutsch Kruckenbeck, auch häufig Krukenbeck) ist ein Dorf in der Woiwodschaft Westpommern in Polen. Das Dorf gehört zur Gmina Karlino (Stadt- und Landgemeinde Körlin) im Powiat Białogardzki (Belgarder Kreis).

## Geographische Lage
Das Dorf liegt in Hinterpommern etwa 20 Kilometer südöstlich von Kołobrzeg (Kolberg) und etwa 6 Kilometer westlich von Karlino (Körlin).
Nachbarorte sind im Nordwesten Pobłocie Wielkie (Groß Pobloth), im Nordosten Chotyń (Neu Kowanz) und im Süden etwa 2 Kilometer entfernt Malonowo (Mallnow), durch das in West-Ost-Richtung die Staatsstraße 6 führt, die hier der ehemaligen Reichsstraße 2 entspricht.
Nördlich des Dorfes fließt die gleichnamige Kruckenbeck, die weiter östlich in den Mühlgraben mündet.

## Geschichte

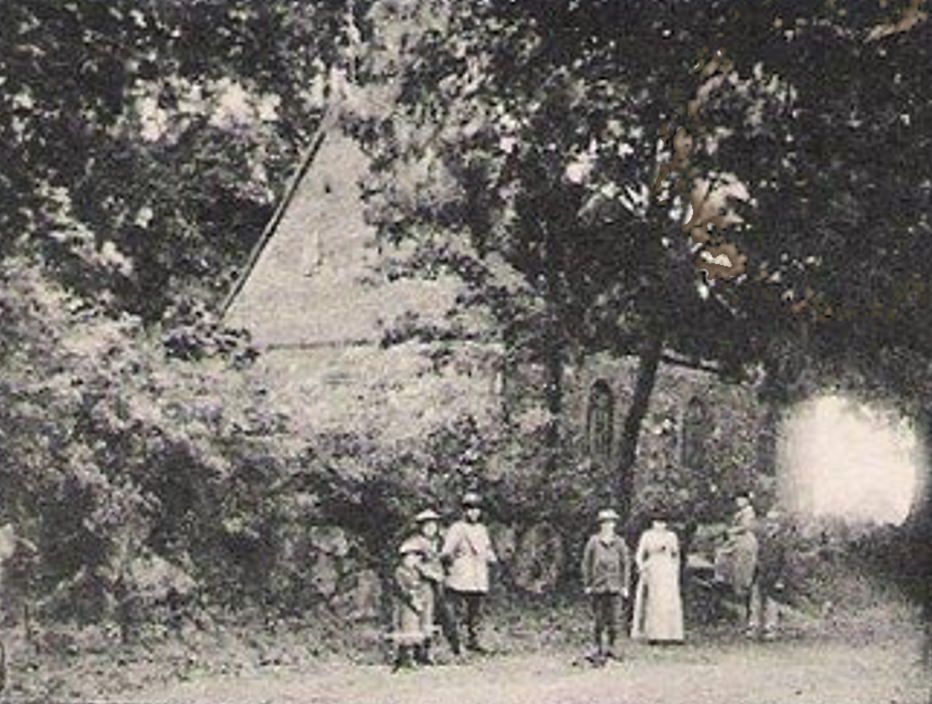
Ehemalige Kapelle

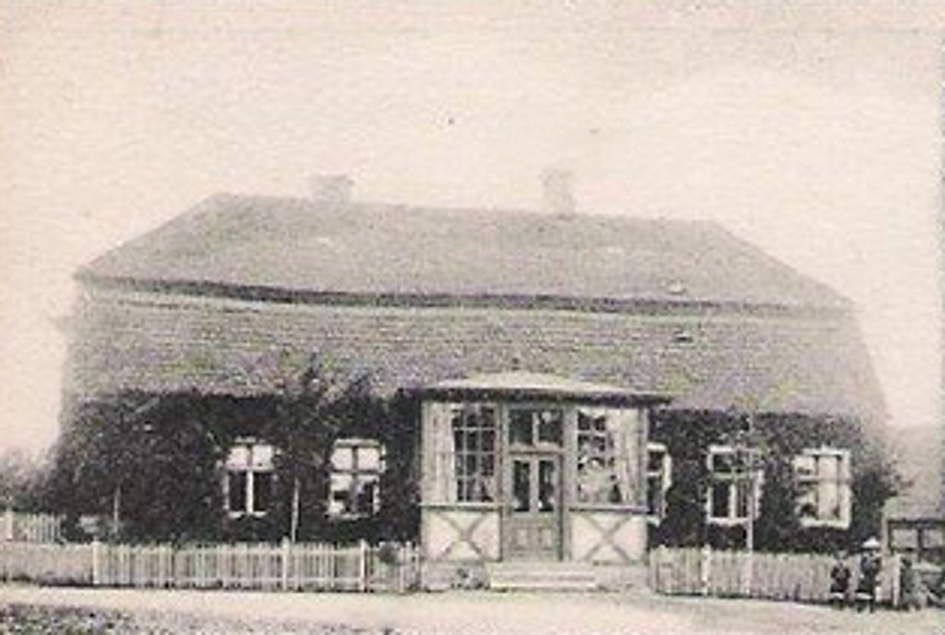
Ehemaliges Gutshaus Kruckenbeck (Aufnahme vor 1910)

Das Dorf wurde im Mittelalter als Zeilendorf angelegt und hatte sich seit dem 16. Jahrhundert zum Gutsdorf entwickelt, also zu einem Dorf, das wirtschaftlich auf den Gutshof ausgerichtet war. Aus dem Mittelalter ist keine Nennung des Dorfes überliefert. Erstmals belegt ist der Ortsname für 1494, als ein Henning von Manteuffel auf Kruckenbeck sich eine Geldsumme lieh, und erneut 1497, als derselbe als Vertreter des Kolberger Domkapitels auftrat. Im Jahre 1595 errichtete Hans von Manteuffel in Kruckenbeck eine evangelische Kapelle, woraus geschlossen werden kann, dass Kruckenbeck damals noch ein Wohnsitz seiner Familie („Rittersitz“) war. Kruckenbeck gehörte als Tochtergemeinde zum Kirchspiel Kerstin.
Die nächste Erwähnung Kruckenbecks stammt von 1666. Damals war Kruckenbeck im Besitz der Manteuffels auf Kerstin. Als 1764 die Familie von Gaudecker Kerstin erwarb, wurde Kruckenbeck als Nebengut mit erstanden. Zu einer Trennung im Besitz kam es erst um 1890, als der damalige Besitzer seinem ersten Sohn Gut und Schloss Kerstin vererbte, Kruckenbeck aber seinem anderen Sohn Deuthold von Gaudecker (* 1867; † 1935) übergab, der zweimal verheiratet war, zuerst mit Marie von Bismarck-Briest (* 1873; † 1898), dann Maria Freiin von Borch-Holzhausen (* 1877; † 1961).
Kruckenbeck bildete seit dem 19. Jahrhundert einen eigenen Gutsbezirk mit einer Fläche von 824 ha. Im Rahmen der Auflösung der bis dato juristisch eigenständigen Gutsbezirke in Preußen wurde Kruckenbeck 1928 in die Gemeinde Mallnow eingemeindet, ebenso wie gleichzeitig das weiter südöstlich gelegene Dorf Koseeger. 
Um 1930 kaufte die Pommersche Landgesellschaft 101 ha Gutsland des Deuthold von Gaudecker und richtete darauf 1934 sechs Bauernstellen ein. 1935 erbte der Sohn Leo von Gaudecker (* 1895; † 1975) den restlichen Besitz. Er war mit der Offizierstochter Annemarie von Gelsdorff verheiratet und hatte mit ihr drei Kinder.
Vor 1939 umfasste das Rittergut Kruckenbeck der Familie von Gaudecker noch etwa 626 ha. Das zeitgleich letztmalig publizierte Güter-Adreßbuch für Pommern gibt 1758 als Übernahme an.
Als Teil der Gemeinde Mallnow gehörte Kruckenbeck bis 1945 zum Landkreis Kolberg-Körlin der preußischen Provinz Pommern.
Nach 1945 kam das Dorf, wie ganz Hinterpommern, an Polen und erhielt den polnischen Namen Krukowo. Die Bevölkerung wurde 1945 nach der Übernahme durch Polen vertrieben.
Das Dorf gehört heute zur Gmina Karlino (Stadt- und Landgemeinde Körlin), in der es ein eigenes Schulzenamt bildet.

## Entwicklung der Einwohnerzahlen
- 1816: 189[5]
- 1855: 222[5]
- 1867: 201[5]
- 1871: 198[5]
- 1895: 161[5]
- 1910: 225[5]
- 1925: 209[5]
- 2012: 242[6]